# Johann Heinrich Daniel Zschokke
 (décembre 2014).
Cet article comprend des extraits de la Biographie universelle ancienne et moderne de Louis-Gabriel Michaud. Il est possible de supprimer cette indication, si le texte reflète le savoir actuel sur ce thème, si les sources sont citées, s'il satisfait aux exigences linguistiques actuelles et s'il ne contient pas de propos qui vont à l'encontre des règles de neutralité de Wikipédia.
Johann Heinrich Daniel Zschokke, écrivain et historien allemand, puis suisse, né le 22 mars 1771 à Magdebourg, d'une famille de commerçants, mort le 27 juin 1848 à Aarau, fut successivement acteur, auteur dramatique, professeur, maître de pension. 

## Biographie

### Origine
Il fit ses études dans les écoles de sa ville natale, mais, obéissant à son humeur indépendante, il se joignit, à l'âge de dix-sept ans, à une troupe de comédiens ambulants pour lesquels il écrivait des pièces, et il mena quelque temps une existence vagabonde. Cette vie ne pouvait lui convenir ; il se réconcilia avec ses parents et il fut envoyé à l'université de Francfort-sur-l'Oder, où, sans avoir un but bien déterminé, il étudia un peu au hasard l'histoire, la philosophie, la théologie et les sciences administratives.

### La Prusse
Il chercha ensuite à se créer des ressources comme professeur particulier, ce qui ne l'empêchait pas, fidèle à ses premiers essais, de travailler pour le théâtre. Il écrivit deux pièces : Abellino, le grand bandit, et Jules de Sassen qui obtinrent un brillant succès, malgré les nombreux défauts qui s'y trouvaient et peut-être à cause de ces défauts. Zschokke montrait aussi des opinions peu favorables à la politique du gouvernement ; cela fut noté, et, en 1795, ayant cherché à obtenir l'emploi de professeur ordinaire, il n'obtint qu'un refus. Il prit alors le parti de quitter la Prusse, et, après un voyage dans les États allemands, en France et en Suisse, il s'établit dans le pays des Grisons, à Reichenau, et il se mit à la tête d'une maison d'éducation qui devint bientôt florissante.

### La Suisse
Il reçut le droit de cité, mais la crise de 1798 brisa sa position. Les Français envahirent la Suisse qui se trouva déchirée par des factions ; l'esprit de parti le plus violent se donna pleine carrière. Zschokke jugea prudent de quitter Reichenau ; il se rendit à Aarau, se mêla avec zèle aux agitations politiques. Le directoire helvétique l'envoya comme commissaire muni de pouvoirs extraordinaires dans l'Unterwald, où la guerre et la discorde avaient exercé de grands ravages. Zschokke s'efforça de calmer les esprits, de panser les blessures ; il rendit de grands services, déploya un zèle intelligent, et bientôt les trois cantons d'Uri, de Schwytz et de Zug furent également placés sous son administration ; ils s'en trouvèrent bien.
Divers écrits, dans lesquels Zschokke raconta les événements qui s'étaient déroulés autour de lui, provoquèrent une attention légitime. En 1800, le gouvernement central lui confia les fonctions de commissaire à Berne ; il organisa ensuite avec succès les districts de Lugano et de Bellinzone formant la Suisse italienne. De retour à Berne, il adressa au ministre français Reinhard et au général Mathieu Dumas les plaintes les plus vives au sujet des charges de toute espèce qui pesaient sur la Suisse, occupée par les troupes françaises ; mais ses réclamations demeurèrent infructueuses. 
Chargé de l'administration du canton de Bâle, il montra dans plus d'une occasion difficile autant de sagesse que de fermeté, et, au milieu d'une émeute menaçante, sa voix émue fit déposer les armes qu'agitait une foule irritée. Le gouvernement central, ayant à sa tête le landaman Alois von Reding, voulut rétablir le système fédéral qui avait été renversé ; Zschokke, qui s'était déjà déclaré nettement contre ce système donna sa démission, et péniblement affecté de tout ce qui se passait autour de lui, il vécut dans une retraite qu'il consacrait à l'étude jusqu'à ce que le premier consul eut doté la Suisse d'une constitution qui rendit le calme à un pays trop longtemps agité. 
Le nouveau gouvernement voulut employer les talents de Zschokke ; il devint membre de la direction supérieure des forêts et des mines. Cet emploi lui laissant des loisirs, il se fit journaliste ; il dirigea d'abord, à partir de 1804, le Messager suisse, qui obtint un succès considérable, et à partir de 1813 il fut à la tête des Mélanges pour la connaissance du monde moderne, feuille qui se fit remarquer par l'abondance de ses informations, le choix heureux des sujets, une exposition judicieuse et une impartialité constante. Il y joignit, à partir de 1811, les Mélanges helvétiques, publication mensuelle. 
Après avoir habité quelques années le vieux château de Biberstein, dans l'Argovie, Zschokke fixa en 1808 sa résidence à Aarau ; il y établit une société pour le développement des intérêts de la patrie : l'inactivité était pour lui un supplice, et il fallait à son zèle un aliment continuel. Durant la période troublée qui remplit les années 1813 et 1814, il se montra dévoué à la modération et aux principes d'une sage liberté ce qui lui valut les attaques des exaltés de l'un et de l'autre bord. En 1829, se trouvant exposé à quelques attaques par suite de ses travaux comme journaliste, il donna sa démission de sa place d'inspecteur des forêts et des églises ; mais il resta membre du grand conseil du canton, et il conserva l'inspection des écoles et la direction des écoles industrielles. 
Franc-maçon, il fut d'abord membre pendant plusieurs années de la loge "Zur Edlen Aussicht" de Fribourg-en-Brisgau et ensuite en 1811 il fonda avec quatre autres frères la loge d'Aarau "Zur Brudertreue".
Il continua d'écrire, de méditer, d'agir jusqu'à sa mort ; elle survint le 27 janvier 1848,

## Publications
Les ouvrages dus à cet écrivain sont en grand nombre et embrassent des sujets variés. 

### Sciences forestières
Les uns se rapportent aux sciences forestières :
1. les Forêts des montagnes, Aarau, 1804, 2 vol. ;
2. les Forêts de la Suisse, Stuttgart, 1804.

### Histoire
Les autres se rattachent à l'histoire. En première ligne, il faut placer à cet égard :
1. Histoire de la nation bavaroise et de ses princes, Aarau, 1813-1818, 4 vol. ; édition, 1826, 8 vol. ; travail important entrepris d'après les recommandations de Jean de Millier et que recommandent l'étendue des recherches, la lucidité de la narration.

On tient également en fort haute estime :
1. Histoire de la Suisse pour le peuple suisse, 1822, souvent réimprimée.

Citons aussi :
1. Contributions à l'histoire de notre temps, Aarau, 1817-1823 ;
2. Histoire de l'État libre des trois ligues dans la Rhétie qui fut, en 1790, le premier d'une série d'écrits sur l'histoire helvétique ;
3. Histoire des combats et de la chute des cantons montagnards et forestiers de la Suisse, 1801, qui est d'une importance réelle pour la connaissance de cette époque agitée.
4. Tableaux de la Suisse (Aarau, 1824-1825, 5 vol.) qui offrent également une lecture attachante et instructive.

Une grande partie des travaux en ce genre de Zschokke se trouvent insérés dans :
1. Choix d'écrits historiques (Aarau, 1830, 16 vol.).

### Poésies et récits
Comme conteur, sa fécondité fut remarquable ; une collection, qui est loin d'être complète, porte en allemand un titre qui se traduit par Nouvelles et poésies choisies, souvent, réimprimées (la 8e édition a été publiée à Aarau en 1847, 10 vol.). 
On doit y joindre le Choix d'écrits populaires, 1846, qui contient quatre nouvelles et bien des récits publiés à part ou disséminés dans divers ouvrages périodiques. 
Le plus répandu des ouvrages de Zschokke, publié d'abord sous le voile de l'anonyme et dont il n'avoua la paternité que plus tard, ce sont les Heures de piété, dont on compte au moins trente éditions (celle de Francfort est la 26e) ; c'est l'expression la plus complète et la plus élevée du rationalisme du XIXe siècle.
Zschokke a écrit une espèce d'autobiographie Aspect de soi-même, 1841 ; 3e édition, Aarau, - 1844, 2 vol. ; traduit en hollandais et en anglais en 1845.

### Romans
Comme romancier et comme conteur, Zschokke occupe un rang élevé. Il faut reconnaître chez lui de l'habileté pour tracer des caractères et pour les suivre dans leurs nuances les plus délicates, une exposition heureuse de quelques-uns des travers de la société, de la clarté dans la narration, parfois du pathétique touchant dans sa simplicité, et des touches de cette qualité précieuse que les Anglais nomment humour et qui est si rare chez les écrivains du continent au XIXe siècle. La tendance morale est toujours irréprochable, et nul reproche ne peut sous ce rapport s'adresser aux contes de Zschokke ; ils n'ont pour but que de distraire en améliorant ; mais ils ne réussissent pas toujours assez à amuser, et on a pu leur reprocher des invraisemblances dans l'enchaînement des événements. Ils ont d'ailleurs obtenu un brillant succès, qu'attestent des éditions multiples et des traductions nombreuses. Comme poète, Zschokke ne réussit pas à s'élever, au-dessus d'une honnête médiocrité, ses vers et son théâtre sont la partie faible de ses œuvres. Elles ont été réunies en 40 volumes, mais cette collection est loin d'être complète, et cette observation s'applique aussi aux 10 volumes publiés en 1847 et consacrés à la poésie et aux romans. 

### Les écrits en français
La liste des écrits de ce fécond polygraphe avec leurs titres originaux serait très longue et peu intéressante ; il vaut mieux signaler ce qui a été mis à la portée du public français au XIXe siècle. 

#### Théâtre
1. Abelino, ou le Bravo vénitien (Abällino der große Bandit), 1793, traduit en 1799 par Lamartelière et insérée la suite de la mauvaise version donnée par cet écrivain des Œuvres de Schiller ; une imitation, sortie de la plume de Chazet, a été imprimée à Paris en 1802.

#### Romans
Quant aux romans, le premier en date est, nous le croyons :
1. La Princesse de Wolfenbuttel, traduit par Madame de Montolieu, 1807, 2 vol. in-12, et 1820.

Viennent ensuite :
1. Le Village des faiseurs d'or, traduit par madame Gauteron, in-8 ;
2. Les Contes suisses, traduits par Adolphe Loève-Veimars, 4 vol. in-18 ;
3. Le Gruon, ou la Côte aux fées, épisode des troubles de la Suisse en 1799, traduit également par le même ;
4. Le Ménétrier, ou une Insurrection en Suisse, histoire de 1653, Paris, 1828, 5 vol., in-12 ;
5. La Princesse Christine, épisode historique du commencement du XVIIIe siècle, 1828, 2 vol. in-12 (c'est au fond-le même ouvrage que la Princesse de Wolfenbuttel) ;
6. Véronique, ou la Béguine d'Aarau, histoire de 1644, 1828, 4 vol. in-12 ;
7. Contes suisses, 1828, 5 vol. in-12 ;
8. Les Soirées d'Aarau, 1829, 4 vol. in-12 ;
9. Le Galérien, traduit par Theil et Gaertner, 1829, 2 vol. in-12 ;
10. Les Matinées suisses, traduites par A.-J. et J. Cherbuliez, 1830-1832, 12 vol, in-12 (c'est un recueil de nouvelles partagé en trois séries de quatre volumes chacun, mais la 3e série est formée presque en entier de productions étrangères à Zschokke) ;
11. Le Giesbach, scènes de la vie, traduit par J. Lapierre, 1831, 4 vol. in-12.

Plus tard, on a vu paraître :
1. Nouvelles soirées d'Aarau, précédées des mémoires, sur la vie de l'auteur écrits par lui-même, traduites par Cherbuliez, 1833, 4 vol. in-12 ;
2. Le Sorcier, 1834, 5 vol. in-12. ;
3. Contes suisses, traduits par Adolphe Loève-Veimars, 1830 ; 2e édition, 1843 ;
4. Les Matinées de Brienz, traduites par Suckau, 1832, 4 vol. in-12 ;
5. Nouvelles allemandes... traduites par Xavier Marmier, 1847, in-8, renferment des écrits de Zschokke.

Des traductions de diverses nouvelles de ce romancier, faisant quelquefois partie des recueils que nous venons de citer, se rencontrent aussi dans différentes collections de récits traduits de l'allemand on trouve, par exemple :
1. Hermengarde et le Muet dans l' Anneau de Luther (1832, 4 vol, in 12 recueil traduit par madame J. Lapierre et qui doit son titre à celui d'une nouvelle de Blumenhagen qui en fait partie) ;
2. Agàthoclès ; tyran de Syracuse, inséré dans les Nouvelles matinées d'Aarau, a reparu dans les Soirées de Brienz, 4 vol. in-12 ;

D'autres narrations ont été insérées dans les quatre volumes publiés en 1832 sous le titre de Soirées de Chamouni. Diverses revues, le Magasin des familles et d'autres publications de ce genre contiennent des nouvelles empruntées à Zschokke et déjà connues.

#### Histoire
En fait de travaux historiques, nous mentionnerons :
1. Histoire de la Suisse, traduite par J. Manget, 1828, 2 vol. in-8 ; l'ouvrage eut du succès, et il le méritait, grâce à la netteté du récit, à la noble simplicité du style, au sentiment patriotique qui court dans chaque page. L'auteur en a donné lui-même un abrégé qui a eu de nombreuses éditions.

Nous avons dit que s'attachant à des portions particulières des annales helvétiques, Zschokke écrivit :
1. Histoire de la destruction des républiques démocratiques de Schwitz, Uri et Unterwalden (il en existe deux traductions françaises : l'une par J.-B. Briatte, 1802, in-8 ; l'autre par A. P. (Adolphe Pictet), 1823, in-8 ; il y a aussi une traduction italienne, 1837, 2 vol. in-8).

Il fit paraître plus tard :
1. Histoire de la nation suisse de 1815 à 1833 ; elle a été traduite par Charles Monnard, 1833, in-8, et cette version, avec une continuation qui comprend quelques années, a reparu en 1839.

C'est également sous le nom de Zschokke qu'a paru le texte explicatif qui accompagne les Vues classiques de la Suisse, gravées sur acier d'après les dessins de G.-A. Muller, traduit par G. Haag, 1836, in-8.